# Michael Zerbes
Michael Zerbes (República Democrática Alemana, 13 de septiembre de 1944) fue un atleta alemán especializado en la prueba de 4x400 m, en la que consiguió ser medallista de bronce europeo en 1966.

## Carrera deportiva
En el Campeonato Europeo de Atletismo de 1966 ganó la medalla de bronce en los relevos de 4x400 metros, con un tiempo de 3:05.7 segundos, llegando a meta tras Polonia y Alemania del Oeste (plata).